# Kiribatisch voetbalelftal (mannen)
Het Kiribatisch voetbalelftal is een team van voetballers dat Kiribati vertegenwoordigt bij internationale wedstrijden. Het team is geen lid van de FIFA en de OFC en is dus uitgesloten voor het WK en de OFC Nations Cup. Kiribati heeft in zijn historie pas zeven wedstrijden gespeeld, en allemaal gingen ze verloren. Het record met winst voor Fiji en Vanuatu staat tegen Kiribati, met 24-0 (voor Fiji) en 18-0 (voor Vanuatu). Kiribati kwam slechts twee keer tot scoren, dat was in het met 2-3 verloren duel tegen Tuvalu.

## Bondscoaches
1 CONCACAF-lid · 2 geassocieerd CAF-lid · 3 geassocieerd OFC-lid · 4 geassocieerd AFC-lid